# Maciste e il cofano cinese
Maciste e il cofano cinese (Maciste und die Chinesische Truhe) è un film muto del 1923 diretto da Carl Boese con Bartolomeo Pagano.